# 웨스 훌러핸
웨슬리 "웨스" 훌러핸(영어: Wesley "Wes" Hoolahan /ˈhuːləhæn/, 1982년 5월 20일 ~ )은 아일랜드의 전 축구 선수이다. 현역 시절 포지션은 공격형 미드필더였다.